# San Ginesio
San Ginesio este o comună din provincia Macerata, regiunea Marche, Italia, cu o populație de 3746 locuitori și o suprafață de 78,02 km².

## Demografie
San Ginesio - evoluția demografică

|  | Graficele sunt indisponibile din cauza unor probleme tehnice. Mai multe informații se găsesc la Phabricator și la wiki-ul MediaWiki. |

Date: Recensăminte sau birourile de statistică - grafică realizată de Wikipedia